# Tadeusz Werno
Tadeusz Werno (* 4. August 1931 in Kaźmierz, Großpolen; † 20. Dezember 2022) war ein polnischer römisch-katholischer Geistlicher und Weihbischof in Koszalin-Kołobrzeg (Köslin-Kolberg).

## Leben
Tadeusz Werno absolvierte das Knabenseminar in Gorzów Wielkopolski (dt.: Landsberg an der Warthe) und trat dann in das dortige Oberseminar zum Studium der Philosophie und Theologie ein. Am 24. Juni 1956 empfing er durch Bischof Michał Klepacz in Gorzów Wielkopolski die Priesterweihe. In den folgenden drei Jahren arbeitete er zunächst als Vikar in der Kathedralgemeinde von Gorzów und dann als Priester im Knabenseminar. Danach war er in der Seelsorge in Zielona Góra (dt.: Grünberg in Schlesien) tätig und leitete die Pastoralabteilung der Diözesankurie von Gorzów. 1971 wurde er Pfarrer in Świdwin (dt.: Schivelbein).
Am 22. März 1974 ernannte ihn Papst Paul VI. zum Weihbischof in Koszalin-Kołobrzeg (dt.: Köslin-Kolberg) und zum Titularbischof von Zattara. Die Bischofsweihe spendete ihm in der Kathedrale Koszalin der Primas von Polen, Stefan Kardinal Wyszyński, am 25. Mai 1974; Mitkonsekratoren waren der Erzbischof von Posen, Antoni Baraniak, und der Bischof von Koszalin-Kołobrzeg, Ignacy Jeż.
In den 1980er Jahren war er Vorsitzender des Komitees für den Aufbau des Höheren Seminars in Koszalin, Pfarrer und Prediger und engagierte sich in der Seelsorge für die während des Kriegsrechts Internierten und Inhaftierten. Dafür wurde er vom Apparat der kommunistischen Behörden verfolgt.
Als Dompropst im Bistum Köslin-Kolberg wurde er dreimal als Diözesanadministrator eingesetzt: nach dem Tod von Bischof Czesław Domin vom 15. März bis 31. August 1996, nach der Berufung von Marian Gołębiewski zum Erzbischof von Breslau und nach der Ernennung von Kazimierz Nycz zum Erzbischof vom 9. April bis 9. Juli 2007.
Am 22. September 2007 nahm Papst Benedikt XVI. sein aus Altersgründen vorgebrachtes Rücktrittsgesuch an. Tadeusz Werno starb am 20. Dezember 2022 im Alter von 91 Jahren.
Er war Ehrenbürger von Świdwin (dt.: Schivelbein) und seit 2006 von Słupsk (dt.: Stolp). Auf Antrag der Solidarnosc-Behörden von Koszalin verlieh ihm der polnische Staatspräsident Lech Kaczyński das Ritterkreuz des Ordens Polonia Restituta.

## Wappen und Wahlspruch
Sein Bischofswappen stellte den Heiligen Geist in Gestalt einer Taube dar. Hinter dem Wappenschild stehend das Bischofskreuz, darüber der Bischofshut (Galero) mit rechts und links jeweils sechs Quasten (fiocchi) darunter der Wahlspruch.
Sein Wahlspruch lautete: Omnibus omnia factus sum („Ich bin zu allen alles“).